# Claude Haagen

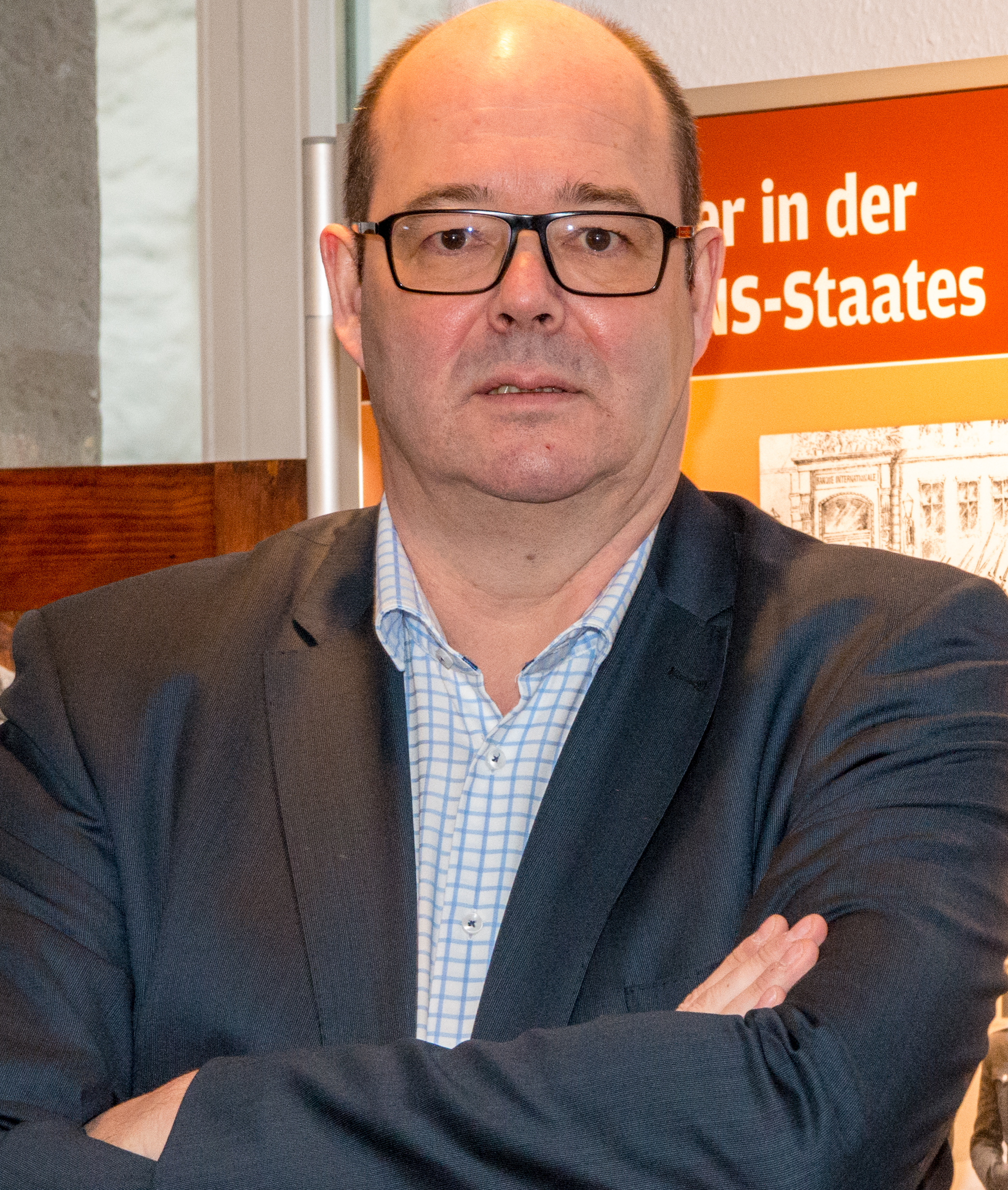
Claude Haagen, 2018

Claude Haagen (* 18. Mai 1962 in Luxemburg) ist ein luxemburgischer Politiker der Lëtzebuerger Sozialistesch Aarbechterpartei (LSAP) und früherer Handballspieler.
Seit 1993 ist er Mitglied der LSAP. 1994 wurde er erstmals in den Gemeinderat der Stadt Diekirch gewählt. Von 2001 bis 2005 und 2011 bis 2022 war Haagen Bürgermeister der Stadt.
Im Jahr 2009 wurde er in das Luxemburgische Parlament als Abgeordneter gewählt. Im April 2014 trat er die Nachfolge von Alex Bodry als Parteivorsitzender der LSAP an. Sein Nachfolger als Vorsitzender wurde im Januar 2019 Franz Fayot. Im Januar 2022 übernahm er die Ämter des Ministers für Landwirtschaft, Weinbau und ländliche Entwicklung, sowie des Ministers für Sozialversicherung.

## Biografie
Der gebürtige Diekircher spielte Basketball im Alter von 7 bis 14, anschließend spielte er Handball. 1982 spielte Claude Haagen das erste Mal für die luxemburgische Handballnationalmannschaft. Er spielte in 65 internationalen Begegnungen für die Nationalmannschaft und erzielte 29 Tore.
Claude Haagen besuchte das Lycée classique de Diekirch. Er studierte in Nancy und Straßburg, wo er 1987 seinen Abschluss in Wirtschafts- und Sozialwissenschaften machte. Diese Zeit in Frankreich prägte ihn und stärkte sein Interesse an der Französischen Küche.
Beruflich arbeitete Haagen als Professor für Wirtschafts- und Sozialwissenschaften im Technischen Lyzeum in Ettelbrück (LTETT).
Von Dezember 2011 bis 2018 war Haagen Leichtathletik-Präsident.